# Wickie, el víking
Wickie, el víking (小さなバイキング ビッケ, Chiisana Viking Bikke) és una sèrie d'animació germano-japonesa realitzada l'any 1974 coproduïda pel canal de televisió alemany ZDF i l'austríac ORF. Fou adaptada per l'estudi d'animació japonès Zuiyo Enterprise Company, rebatejat més tard com a Nippon Animation. Originalment, fou estrenada al Japó pel canal de televisió Fuji TV el 3 d'abril de 1974 fins al 24 de setembre de 1975. Està composta per 78 episodis de mitja hora de duració cadascun.
La sèrie mostra la vida quotidiana dels vikings, de manera superficial, però prou per a conèixer-ne la cultura, els vaixells, pobles, i sobretot, destaca la importància d'utilitzar abans la intel·ligència que no pas la força bruta per solucionar problemes. El personatge principal de la sèrie, en Wickie, està basada lleugerament en el personatge fictici creat per l'escriptor suec Runer Jonsson.

## Argument
La majoria de les aventures d'en Wickie es desenvolupen en un petit poble viking anomenat Flake. Allà hi conviuen el jove Wickie, fill de l'Halvar (el cap del poble), l'Ylvi, l'amiga íntima d'en Wickie, l'Ylva, la mare del protagonista, i altres personatges del poble. La resta de les aventures succeeixen durant els viatges que en Wickie fa amb el seu pare i la resta d'homes del poblat, on es troba amb diferents enemics com l'Sven el Terrible, l'enemic declarat de l'Halvar. Cada episodi explica una història d'allò més heterogènia, sobretot de conquestes, ficant-se els adults sempre en problemes i sortint-ne sempre amb l'ajuda del petit Wickie que amb les seves genials idees (això s'evidencia quan es grata el nas i diu "Ja ho tinc!" senyal que ha sorgit una idea).

## Anime
La sèrie d'anime fou estrenada al Japó pel canal de televisió Fuji TV el 3 d'abril de 1974 fins al 24 de setembre de 1975. A Espanya, la sèrie fou emesa en els anys 70 per Televisió Espanyola aconseguint notable popularitat entre els petits i els adults. Fou una de les primeres sèries d'animació japonesa estrenades a l'Estat, si bé s'allunyava força del contingut de les sèries d'animació emeses anteriorment, Heidi i Marco, desenvolupades en un ambient més aviat melodramàtic.
A Catalunya, la sèrie fou estrenada en català el 8 de gener de 2003 pel canal de televisió K3, reemetent-se posteriorment en diverses ocasions.

## La pel·lícula
L'actor, director i productor alemany Michael Herbig va fer una versió cinematogràfica de Wickie amb personatges reals anomenada Wickie und die starken Männer. El rodatge va durar del 5 d'agost al 13 de novembre de 2008, i es va estrenar l'any següent.

## Els llibres
Vickie, el víking és una sèrie de set llibres de literatura infantil de l'escriptor suec Runer Jonsson (1916-2006), que va obtenir el Premi del llibre de joventut alemany l'any 1965. A partir d'aquesta sèrie van realitzar-se les peces radiofòniques i la sèrie d'animació de Nippon Animation, i la pel·lícula.

## Seqüela
El 2011 se'n feu una nova sèrie d'animació, anomenada Vicky, el viking.

## Personatges
- Halvar, porta un pegat en un ull, és el cap dels vikings del poble de Flake, és el pare d'en Wickie i és el marit de l'Ylva
- Ylva, és la mare d'en Wickie i la dona de l'Halvar.
- Wickie és el fill de l'Halvar i l'Ylva.
- Ylvi, és la millor amiga d'en Wickie.
- Gilby, és un noi d'edat aproximada a la d'en Wickie.
- Tjure, és alt i sempre està enfadat i es baralla constantment amb l'Snorre.
- Monika, és l'esposa d'en Tjure.
- Snorre, és baixet i sempre es baralla amb en Tjure.
- Urobe, és el més vell del poble.
- Gorm, és conegut pel seu peculiar "estic entusias-mat".
- Ulme, és el poeta i sempre va amb la seva arpa.
- Faxe, és el golafre. És molt alt i quasi sempre s'encarrega de la vigilància des del vaixell.
- Sven, "Sven, el Terrible" és el ferotge enemic dels vikings de Flake.
- Baltac, és el cap del poble veí de Schlack.

## Doblatge
| Personatge | Japonès          | Alemany                           | Català             |
| ---------- | ---------------- | --------------------------------- | ------------------ |
| Wickie     | Yōko Kuri        | Florian Halm                      | Núria Domènech     |
| Halvar     | Kōsei Tomita     | Walter Reichelt                   | Jordi Vilaseca     |
| Urobe      | Kōchi Kitamura   | Leo Bardischewski                 | Fèlix Benito       |
| Snorre     | Junpei Takiguchi | Eberhard Storeck                  | Aleix Estadella    |
| Gorm       | Shun Yashiro     | Manfred Lichtenfeld               | Francesc Figuerola |
| Tjure      | Takashi Satomi   | Werner Abrolat                    | Jaume Villanueva   |
| Ulme       | Setsuo Wakui     | Kurt Zips Bruno W. Pantel         | Jordi Vila         |
| Ylvi       | Yoneko Matsukane | Alexandra Ludwig Christa Häussler | Maria Josep Guasch |